# Virginia Christine
Virginia Christine Kraft (Stanton, 5 marzo 1920 – Brentwood, 24 luglio 1996) è stata un'attrice statunitense.

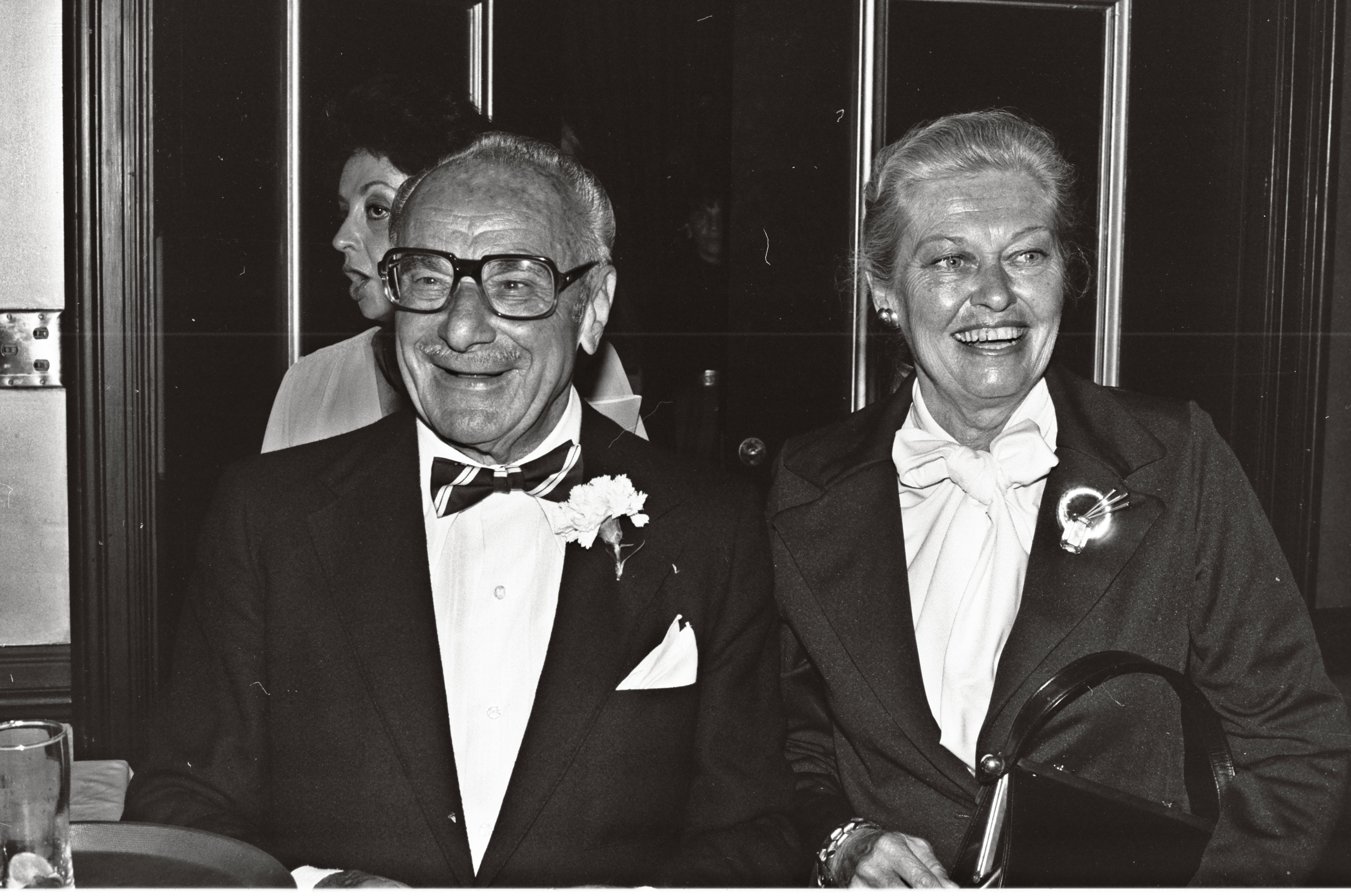
Virginia Christine con il marito Fritz Feld ad una convention della National Film Society nel 1979

Ha recitato in oltre 50 film dal 1943 al 1969 ed è apparsa in oltre cento produzioni televisive dal 1951 al 1976.

## Biografia
Virginia Christine nacque a Stanton, in Iowa, il 5 marzo 1920, da una famiglia di origine svedese. Crebbe in comunità svedesi dell'Iowa e del Minnesota e cominciò a lavorare ad una radio di Chicago. Il trasferimento della famiglia in California, a Los Angeles, nel periodo in cui frequentava il college, contribuì ad aprirle le porte del mondo del cinema e della televisione. Qui conobbe il regista Fritz Feld che poi divenne suo marito e da cui avrà due figli, Danny e Steve.
Debuttò, a seguito di un contratto con la Warner Bros., nel 1943 nel film Truck Busters nel ruolo di Eadie Watkins e nel film horror The Mummy's Curse del 1944, in cui interpreta la principessa Ananka. In televisione fece il suo esordio nell'episodio The Devil's Bible della serie televisiva Front Page Detective, andato in onda il 1º gennaio 1951, nel ruolo di Beatrice Hillmane. Interpretò come personaggio ricorrente il ruolo di Ovie Swenson in 14 episodi della serie televisiva Tales of Wells Fargo dal 1961 al 1962.
La sua ultima apparizione sul piccolo schermo avvenne nell'episodio By Silence Betrayed della serie televisiva Kojak, andato in onda il 14 novembre 1976, mentre per il grande schermo la sua ultima interpretazione fu nel film Hail, Hero! del 1969. Lavorò anche ad alcuni spot commerciali per la televisione ed una serie in particolare, quella del caffè Folgers.
Morì per una malattia cardiaca nella sua casa a Los Angeles, in California, il 24 luglio 1996 e fu seppellita al Mount Sinai Memorial Park Cemetery di Los Angeles.

## Filmografia

### Cinema
- Truck Busters, regia di B. Reeves Eason (1943)
- La bandiera sventola ancora (Edge of Darkness), regia di Lewis Milestone (1943)
- Mission to Moscow, regia di Michael Curtiz (1943)
- Convoglio verso l'ignoto (Action in the North Atlantic), regia di Lloyd Bacon (1943)
- Women at War, regia di Jean Negulesco (1943) - corto
- Raiders of Ghost City, regia di Lewis D. Collins, Ray Taylor (1944)
- The Old Texas Trail, regia di Lewis D. Collins (1944)
- The Mummy's Curse, regia di Leslie Goodwins (1944)
- Contrattacco (Counter-Attack), regia di Zoltán Korda (1945)
- Phantom of the Plains, regia di Lesley Selander (1945)
- Girls of the Big House, regia di George Archainbaud (1945)
- The Scarlet Horseman, regia di Lewis D. Collins, Ray Taylor (1946)
- Idea Girl, regia di Will Jason (1946)
- Murder Is My Business, regia di Sam Newfield (1946)
- House of Horrors, regia di Jean Yarbrough (1946)
- La contessa di Montecristo (The Wife of Monte Cristo), regia di Edgar G. Ulmer (1946)
- The Inner Circle, regia di Philip Ford (1946)
- I gangsters (The Killers), regia di Robert Siodmak (1946)
- The Mysterious Mr. Valentine, regia di Philip Ford (1946)
- The Invisible Wall, regia di Eugene Forde (1947)
- Violenza (The Gangster), regia di Gordon Wiles (1947)
- Donne nella notte (Women in the Night), regia di William Rowland (1948)
- Night Wind, regia di James Tinling (1948)
- Cover Up, regia di Alfred E. Green (1949)
- Special Agent, regia di William C. Thomas (1949)
- Il mio corpo ti appartiene (The Men), regia di Fred Zinnemann (1950)
- Cirano di Bergerac (Cyrano de Bergerac), regia di Michael Gordon (1950)
- The First Time, regia di Frank Tashlin (1952)
- Mezzogiorno di fuoco (High Noon), regia di Fred Zinnemann (1952)
- La divisa piace alle signore (Never Wave at a WAC), regia di Norman Z. McLeod (1953)
- La donna che volevano linciare (Woman They Almost Lynched), regia di Allan Dwan (1953)
- Mandato di cattura (Dragnet), regia di Jack Webb (1954)
- La tela del ragno (The Cobweb), regia di Vincente Minnelli (1955)
- Nessuno resta solo (Not as a Stranger), regia di Stanley Kramer (1955)
- Buongiorno miss Dove! (Good Morning, Miss Dove), regia di Henry Koster (1955)
- L'invasione degli ultracorpi (Invasion of the Body Snatchers), regia di Don Siegel (1956)
- L'assassino è perduto (The Killer Is Loose), regia di Budd Boetticher (1956)
- Giorni di dubbio (Nightmare), regia di Maxwell Shane (1956)
- Io non sono una spia (Three Brave Men), regia di Philip Dunne (1956)
- L'aquila solitaria (The Spirit of St. Louis), regia di Billy Wilder (1957)
- I rivoltosi di Boston (Johnny Tremain), regia di Robert Stevenson (1957)
- The Careless Years, regia di Arthur Hiller (1957)
- Stella di fuoco (Flaming Star), regia di Don Siegel (1960)
- Vincitori e vinti (Judgment at Nuremberg), regia di Stanley Kramer (1961)
- Incident in an Alley, regia di Edward L. Cahn (1962)
- Il vendicatore del Texas (Cattle King), regia di Tay Garnett (1963)
- I quattro del Texas (4 for Texas), regia di Robert Aldrich (1963)
- Intrigo a Stoccolma (The Prize), regia di Mark Robson (1963)
- One Man's Way, regia di Denis Sanders (1964)
- Contratto per uccidere (The Killers), regia di Don Siegel (1964)
- Smania di vita (A Rage to Live), regia di Walter Grauman (1965)
- Billy the Kid vs. Dracula, regia di William Beaudine (1966)
- Indovina chi viene a cena? (Guess Who's Coming to Dinner), regia di Stanley Kramer (1967)
- Spie oltre il fronte (In Enemy Country), regia di Harry Keller (1968)
- Hail, Hero!, regia di David Miller (1969)

### Televisione
- Front Page Detective – serie TV, un episodio (1951)
- Squadra mobile (Racket Squad) – serie TV, un episodio (1952)
- Personal Appearance Theater – serie TV, un episodio (1952)
- Missione pericolosa (Dangerous Assignment) – serie TV, un episodio (1952)
- I'm the Law – serie TV, un episodio (1953)
- Gianni e Pinotto (The Abbott and Costello Show) – serie TV, episodi 1x02-1x22 (1952-1953)
- Adventures of Superman – serie TV, un episodio (1954)
- Four Star Playhouse – serie TV, 2 episodi (1953-1954)
- Dragnet – serie TV, 4 episodi (1952-1954)
- The Whistler – serie TV, episodio 1x09 (1954)
- Stage 7 – serie TV, episodio 1x08 (1955)
- Soldiers of Fortune – serie TV, un episodio (1955)
- Alfred Hitchcock presenta (Alfred Hitchcock Presents) – serie TV, 2 episodi (1955)
- Crusader – serie TV, episodio 1x14 (1956)
- The Star and the Story – serie TV, episodio 2x09 (1956)
- Front Row Center – serie TV, 2 episodi (1956)
- Papà ha ragione (Father Knows Best) – serie TV, un episodio (1956)
- The Ford Television Theatre – serie TV, 2 episodi (1954-1956)
- Private Secretary – serie TV, un episodio (1956)
- I segreti della metropoli (Big Town) – serie TV, un episodio (1956)
- Passport to Danger – serie TV, un episodio (1956)
- Scienza e fantasia (Science Fiction Theatre) – serie TV, episodi 2x12-2x19 (1956)
- The Adventures of Jim Bowie – serie TV, un episodio (1956)
- Cavalcade of America – serie TV, un episodio (1956)
- Studio 57 – serie TV, un episodio (1956)
- Wire Service – serie TV, un episodio (1957)
- Hey, Jeannie! – serie TV, un episodio (1957)
- Il cavaliere solitario (The Lone Ranger) – serie TV, un episodio (1957)
- Matinee Theatre – serie TV, 2 episodi (1956-1957)
- Casey Jones – serie TV, un episodio (1957)
- The Restless Gun – serie TV, episodio 1x18 (1958)
- Avventure in elicottero (Whirlybirds) – serie TV, un episodio (1958)
- Mike Hammer – serie TV, un episodio (1958)
- The Millionaire – serie TV, un episodio (1958)
- L'uomo ombra (The Thin Man) – serie TV, episodio 1x36 (1958)
- Behind Closed Doors – serie TV, un episodio (1958)
- Peter Gunn – serie TV, episodio 1x03 (1958)
- I racconti del West (Zane Grey Theater) – serie TV, un episodio (1958)
- Buckskin – serie TV, un episodio (1958)
- Trackdown – serie TV, 3 episodi (1957-1958)
- The Donna Reed Show – serie TV, un episodio (1958)
- Le leggendarie imprese di Wyatt Earp (The Life and Legend of Wyatt Earp) – serie TV, un episodio (1958)
- Rescue 8 – serie TV, episodio 1x20 (1959)
- Steve Canyon – serie TV, un episodio (1959)
- The Lawless Years – serie TV, un episodio (1959)
- Frontier Doctor – serie TV, un episodio (1959)
- State Trooper – serie TV, 3 episodi (1957-1959)
- Man Without a Gun – serie TV, un episodio (1959)
- How to Marry a Millionaire – serie TV, un episodio (1959)
- Ricercato vivo o morto (Wanted: Dead or Alive) – serie TV, episodi 1x18-2x03 (1959)
- June Allyson Show (The DuPont Show with June Allyson) – serie TV, episodio 1x03 (1959)
- General Electric Theater – serie TV, 2 episodi (1956-1959)
- Ai confini della realtà (The Twilight Zone) – serie TV, un episodio (1959)
- The Man from Blackhawk – serie TV, un episodio (1959)
- Il tenente Ballinger (M Squad) – serie TV, un episodio (1960)
- Avventure lungo il fiume (Riverboat) – serie TV, un episodio (1960)
- Letter to Loretta – serie TV, 3 episodi (1958-1960)
- Happy – serie TV, un episodio (1960)
- Thriller – serie TV, episodio 1x01 (1960)
- Shotgun Slade – serie TV, un episodio (1961)
- Coronado 9 – serie TV, 2 episodi (1960-1961)
- Maverick – serie TV, episodio 4x22 (1961)
- Le grandi fiabe (Shirley Temple's Storybook) – serie TV, un episodio (1961)
- The Deputy – serie TV, un episodio (1961)
- The Fisher Family – serie TV, un episodio (1961)
- The Asphalt Jungle – serie TV, un episodio (1961)
- Mister Ed, il mulo parlante (Mister Ed) – serie TV, un episodio (1961)
- Gli uomini della prateria (Rawhide) – serie TV, 2 episodi (1960-1961)
- The Rifleman – serie TV, 2 episodi (1959-1961)
- The New Breed – serie TV, episodio 1x30 (1962)
- Corruptors (Target: The Corruptors) – serie TV, episodio 1x29 (1962)
- Tales of Wells Fargo – serie TV, 14 episodi (1961-1962)
- Going My Way – serie TV, episodio 1x03 (1962)
- Stoney Burke – serie TV, un episodio (1962)
- Undicesima ora (The Eleventh Hour) – serie TV, un episodio (1963)
- Gli intoccabili (The Untouchables) – serie TV, 2 episodi (1960-1963)
- Indirizzo permanente (77 Sunset Strip) – serie TV, 2 episodi (1960-1963)
- Perry Mason – serie TV, 4 episodi (1958-1963)
- Mr. Novak – serie TV, episodio 1x17 (1964)
- Ben Casey – serie TV, 2 episodi (1963-1964)
- Hazel – serie TV, un episodio (1964)
- Bonanza – serie TV, 2 episodi (1963-1964)
- Il fuggiasco (The Fugitive) – serie TV, 2 episodi (1964-1965)
- Gunsmoke – serie TV, 2 episodi (1957-1965)
- Carovane verso il west (Wagon Train) – serie TV, 5 episodi (1961-1965)
- La grande vallata (The Big Valley) - serie TV, episodio 1x04 (1965)
- Laredo – serie TV, un episodio (1966)
- A Man Called Shenandoah – serie TV, episodio 1x34 (1966)
- Codice Gerico (Jericho) – serie TV, episodio 1x12 (1966)
- Squadra speciale anticrimine (The Felony Squad) – serie TV, episodi 1x18 (1967)
- Gli invasori (The Invaders) – serie TV, un episodio (1967)
- Il virginiano (The Virginian) – serie TV, 4 episodi (1963-1967)
- F.B.I. (The F.B.I.) – serie TV, 3 episodi (1966-1968)
- Lancer – serie TV, episodio 1x24 (1969)
- Daughter of the Mind – film TV (1969)
- Daniel Boone – serie TV, 2 episodi (1968-1970)
- La tata e il professore (Nanny and the Professor) – serie TV, un episodio (1970)
- The Old Man Who Cried Wolf – film TV (1970)
- Ironside – serie TV, un episodio (1974)
- Woman of the Year – film TV (1976)
- Il tenente Kojak (Kojak) – serie TV, un episodio (1976)
- Scooby-Doo & Scrappy-Doo – serie TV, solo voce (1979)

## Doppiatrici italiane
- Renata Marini in Giorni di dubbio, L'assassino è perduto, Il vendicatore del Texas
- Rosetta Calavetta in I gangsters, Indovina chi viene a cena
- Dhia Cristiani in Nessuno resta solo, I rivoltosi di Boston
- Adriana De Roberto in Cirano di Bergerac
- Lydia Simoneschi in L'invasione degli ultracorpi
- Rina Morelli in Io non sono una spia
- Franca Dominici in Spie oltre il fronte